# Pogonotium
Pogonotium ist eine Pflanzengattung innerhalb der Familie der Palmengewächse (Arecaceae). Die wenigen Arten kommen in Südostasien vor.

## Beschreibung

### Habitus
Pogonotium-Arten sind bewehrte, schlanke, einzel- oder mehrstämmige Palmen, die aufrecht oder kurz kletternd wachsen. Der Stamm besitzt kurze Internodien.

### Blätter
Die Blätter sind gefiedert und tragen keine Ranke. Die Blattscheide ist röhrig und dicht mit wirtelig oder verstreut stehenden Stacheln sowie mit einem Haarfilz besetzt. Die Scheide endet in zwei aufrechten, schmalen Öhrchen, eines an jeder Seite des Blattstiels. Ein Knie fehlt oder ist kaum ausgebildet. Ein Flagellum fehlt ebenso. Der Blattstiel ist deutlich ausgebildet und mit rückwärts weisenden Stacheln besetzt, ebenso bewehrt ist die Rhachis. Die wenigen bis sehr zahlreichen Fiederblättchen sind linealisch, einfach gefaltet und regelmäßig angeordnet. Ihre Oberfläche ist mit verschiedenen Borsten und Schuppen besetzt. Die Mittelrippen stehen an der Unterseite deutlich hervor. 

### Blütenstände
Pogonotium-Arten sind mehrfach blühende, zweihäusig getrenntgeschlechtige (diözische) Palmen. Die Blütenstände stehen in Blattachseln, sind aber mit dem Internodium und der Blattscheide des Folgeblattes verwachsen. Sie stehen aufrecht zwischen den zwei Öhrechen des Tragblattes und sind annähernd sitzend. Die weiblichen Blütenstände sind zweifach verzweigt, die männlichen dreifach. Das Vorblatt schließt den Blütenstand ein, ist bootsförmig mit abgeflachtem Schnabel. Es ist bewehrt oder unbewehrt und reißt in Längsrichtung entlang der mittleren adaxialen oder abaxialen Linie auf und gibt derart die Blüten frei. Die Hochblätter an der Blütenstandsachse sind wesentlich kleiner als das Vorblatt. Ihre Spitzen sind frei. In jeder Achsel der Hochblätter wie des Vorblattes steht eine Seitenachse. Die Hochblätter der Seitenachsen erster Ordnung sind an der Basis röhrig und haben dreieckige Äste.

### Blüten
Die männlichen Blüten stehen einzeln in annähernd disticher (zweizeiliger) Anordnung an den Zweigen zweiter oder dritter Ordnung. Jede steht in der Achsel eines kleinen, kurzen, röhrigen, dreieckigen Tragblattes und besitzt eine zweikielige Brakteole. Der Kelch ist im unteren Teil röhrig, gestreift, und endet in drei dreieckigen Lappen. Die Krone ist fast bis zur Basis in drei dreieckige valvate Lappen zerteilt. Die sechs Staubblätter stehen an der Basis der Kronlappen, ihre Filamente sind fleischig, lange und an der Spitze nach innen gebogen. Die Antheren sind oblong, medifix, an der Basis pfeilförmig, und latrors. Das Stempelrudiment ist klein. Der Pollen ist bisymmetrisch und monoporat, wobei die Keimöffnung an einer der zwei kurzen Achsen des Pollenkorns liegt. 
Die weiblichen Blüten stehen in Dyaden, jede wird von einem kleinen, dreieckigen Hochblatt getragen. Die Dyade besteht aus einer weiblichen und einer sterilen männlichen Blüte sowie zwei zweikieligen, becherförmigen Brakteolen. Die sterile männliche Blüte ist häufig verdreht und hat leere, flache Antheren. Die weiblichen Blüten sind größer als die männlichen. Der Kelch ist becherförmig, gestreift, die Lappen dreieckig und valvat. Die Krone reißt fast bis zur Basis in drei dreieckige, valvate Lappen ein. Die sechs Staminodien stehen epipetal. Das Gynoeceum ist unvollständig dreifächrig mit je einer Samenanlage pro Fruchtfach. Es ist eiförmig und schuppig mit drei Narben.

### Früchte und Samen
Die Frucht ist einsamig, kugelig oder eiförmig und geschnäbelt. An der Spitze stehen Narbenreste. Das Exokarp ist mit senkrechten Reihen von nach unten weisenden, magenta- bis kastanienfarbenen Schuppen besetzt. Das Mesokarp wird zur Fruchtreife dünn und trocken, ein Endokarp ist nicht ausdifferenziert. Der Samen setzt basal an, seine Sarcotesta ist dick und süß schmeckend. Das Endosperm ist homogen, der Embryo sitzt basal. 

## Vorkommen
Eine Art kommt auf der Malaiischen Halbinsel und auf Borneo vor, die beiden anderen nur auf Borneo. Auf Borneo kommen alle drei Arten in kleinen Populationen auf podsolierten Böden auf Hügelgraten in Höhenlagen von 700 bis 1000 Metern vor. Dies ist der Übergangsbereich zwischen Tiefland- und Bergregenwald. Sie kommen auch in den Kerangas, den Heidewäldern vor. Auf der Malaiischen Halbinsel wächst Pogonotium ursinum in Dipterocarpaceen-Wäldern. 

## TaxonomieSystematik
Die Gattung Pogonotium wurde 1980 durch John Dransfield in Kew Bulletin, Band 34, Teil 4, Seite 763 aufgestellt.
Die Gattung Pogonotium J.Dransf. gehört zur Subtribus Calaminae der Tribus Calameae in die Unterfamilie Calamoideae innerhalb der Familie Arecaceae. Innerhalb der Subtribus bildet sie mit Ceratolobus und Daemonorops eine Klade. Die Monophylie der Gattung wurde bislang nicht untersucht (Stand 2008). Die Arten dieser Gattung werden meist zur Gattung Calamus gestellt.
Folgende Arten wurden für diese Gattung genannt:
- Pogonotium divaricatum J.Dransf.: Die Heimat ist Sarawak auf Borneo.
- Pogonotium moorei J.Dransf.: Die Heimat ist Sarawak auf Borneo.
- Pogonotium ursinum (Becc.) J.Dransf.: Die Heimat ist Malaysia und Borneo.